# Comuna Skîtka, Lîpoveț
Skîtka (în ucraineană Скитка) este o comună în raionul Lîpoveț, regiunea Vinnița, Ucraina, formată din satele Horoșa, Skîtka (reședința) și Teklînivka.

## Demografie
Componența lingvistică a satului Skîtka
     Ucraineană (98,37%)
     Rusă (1,24%)
     Alte limbi (0,29%)
Conform recensământului din 2001, majoritatea populației satului Skîtka era vorbitoare de ucraineană (98,37%), existând în minoritate și vorbitori de rusă (1,24%).